# Carpathobyrrhulus transsylvanicus
Carpathobyrrhulus transsylvanicus là một loài bọ cánh cứng trong họ Byrrhidae. Loài này được Suffrian miêu tả khoa học năm 1848.